# Kopa Prawdy
Die Kopa Prawdy ist ein Berg an der polnisch-slowakischen Grenze in der Westtatra mit 2027 Metern Höhe. 

## Lage und Umgebung
Die Staatsgrenze verläuft über den Hauptgrat der Tatra, auf dem sich die Kopa Prawdy befindet. Nördlich des Gipfels liegt das Tal Dolina Chochołowska, konkret ihrem Hängetal Dolina Jarząbcza.

## Tourismus
Die Kopa Prawdy ist bei Wanderern beliebt. 

### Routen zum Gipfel
Der Wanderweg auf die Kopa Prawdy führt entlang des Hauptkamms der Tatra und der polnisch-slowakischen Grenze.
- ▬ Ein rot markierter Wanderweg führt vom Kończysty Wierch über den Gipfel zum Bergpass Liliowy Karb.

Als Ausgangspunkt für eine Besteigung aus den Tälern eignen sich die Ornak-Hütte und die Chochołowska-Hütte.

## Belege
- Zofia Radwańska-Paryska, Witold Henryk Paryski, Wielka encyklopedia tatrzańska, Poronin, Wyd. Górskie, 2004, ISBN 83-7104-009-1.
- Tatry Wysokie słowackie i polskie. Mapa turystyczna 1:25.000, Warszawa, 2005/06, Polkart, ISBN 83-87873-26-8.